# Mercedes-Benz Arocs
Mercedes-Benz Arocs — сімейство вантажних автомобілів компанії Mercedes-Benz, що вперше показано в січні 2013 року, а всесвітній дебют відбувся на виставці Баума, що проходила з 15 по 21 квітня 2013 року в Мюнхені. Воно замінить поточний модельний ряд будівельних автомобілів Axor і Actros повною масою від 18 до 41 тонни, кількістю осей 2, 3 або 4, в кузові шасі, самоскид та сідловий тягач.

## Опис

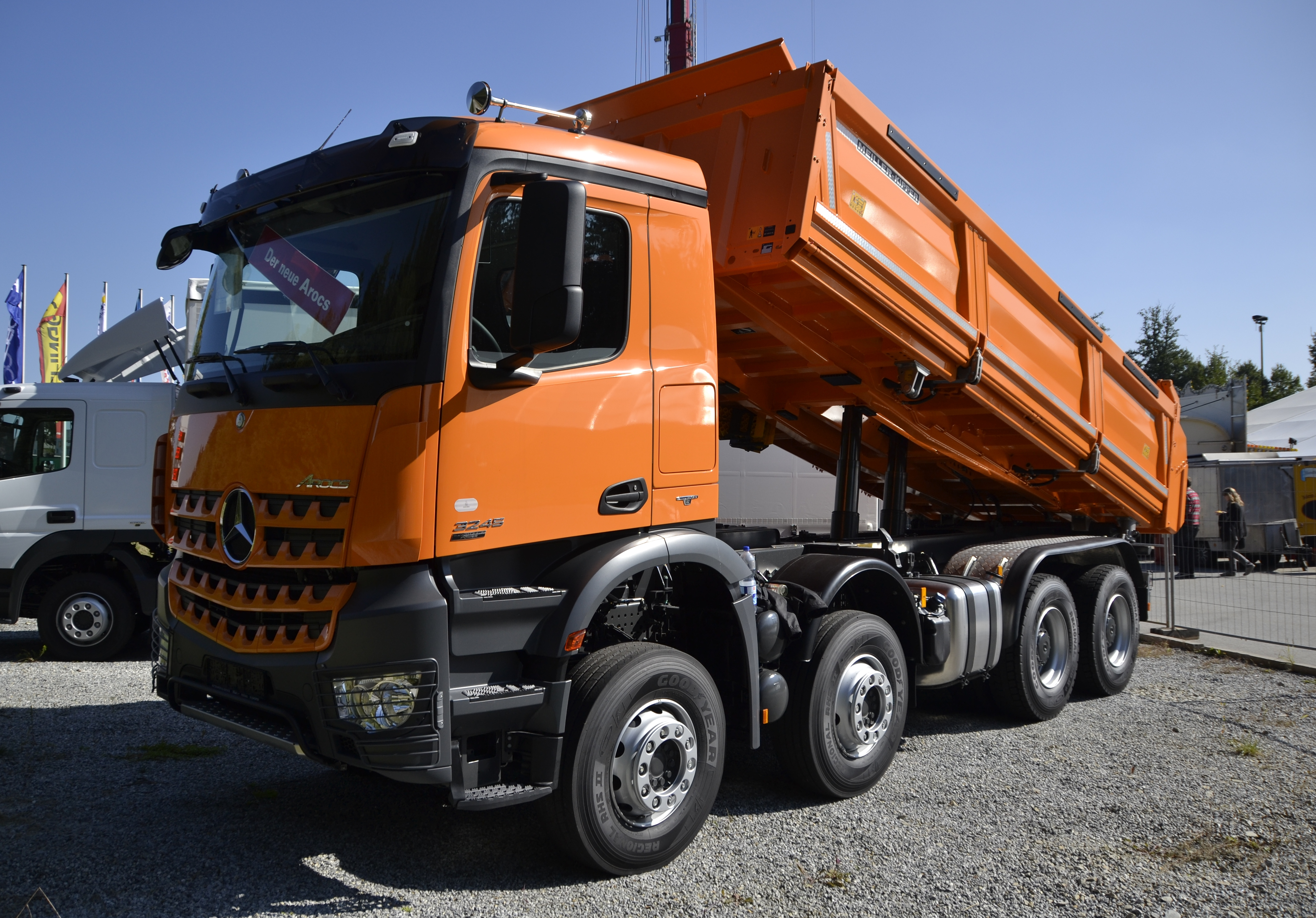
Самоскид Mercedes-Benz Arocs 3245

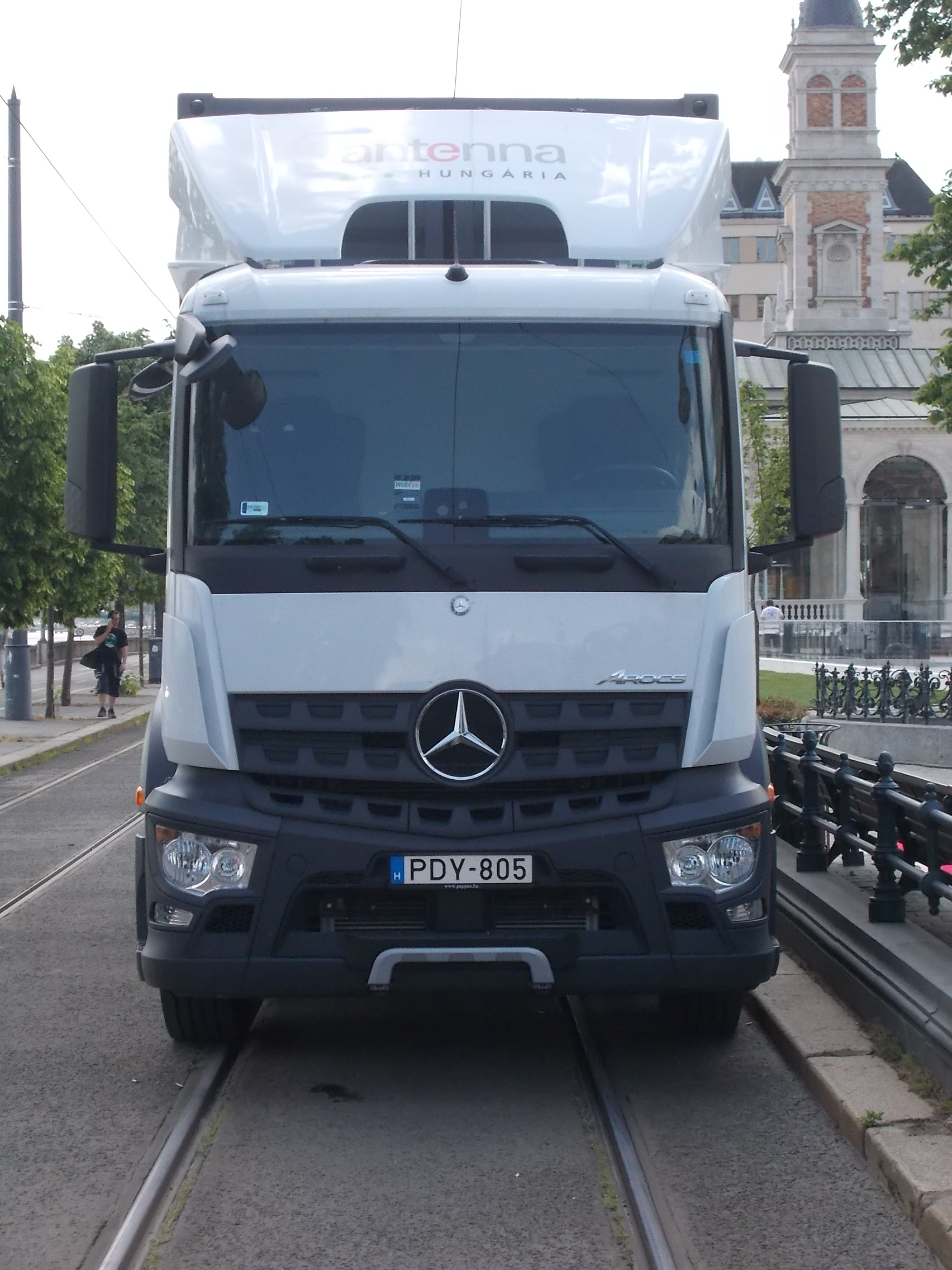
Mercedes-Benz Arocs

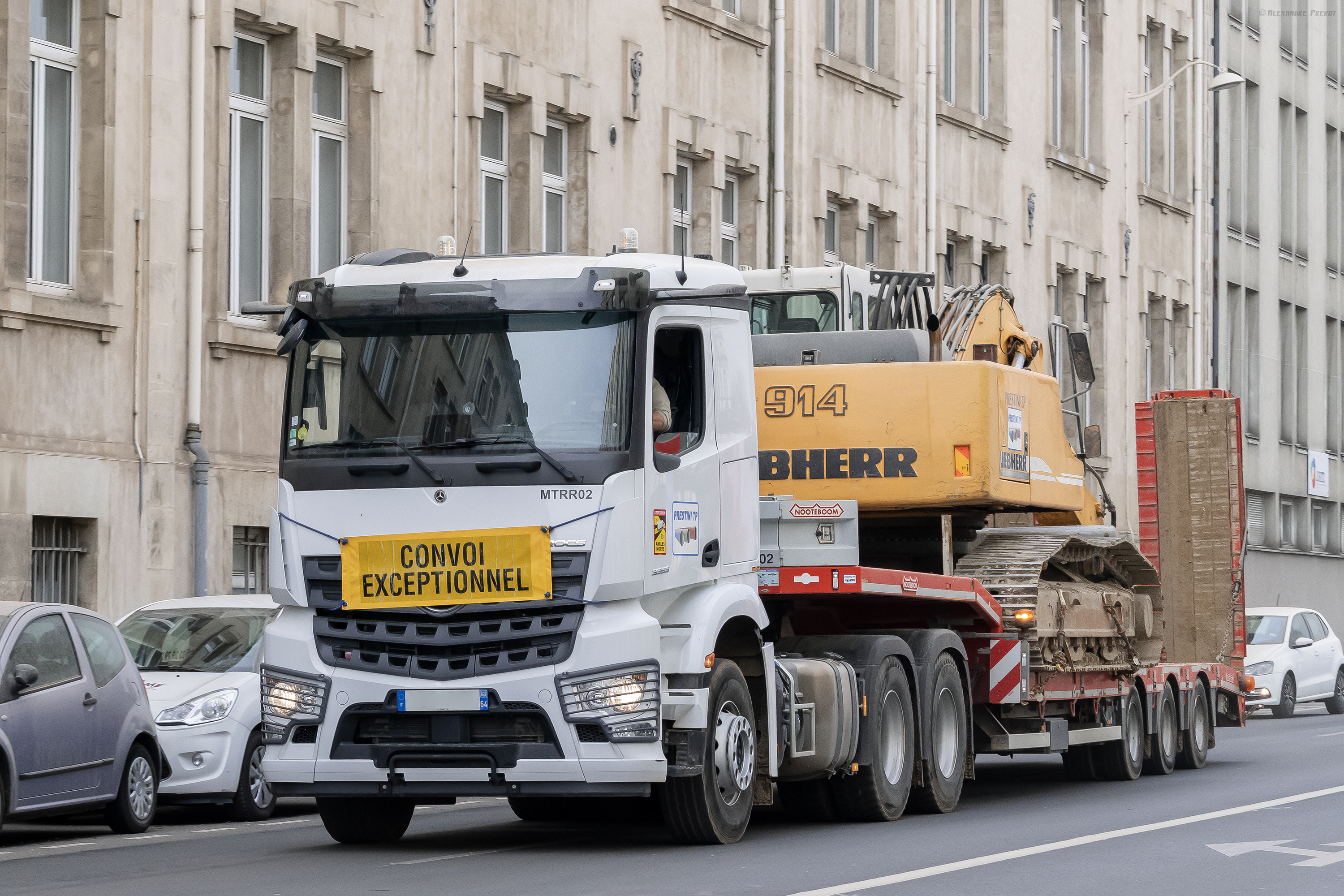
Mercedes-Benz Arocs 3353 (з 2020)

На додаток до екологічності класу Euro 6, новий Arocs відрізняється трьома основними видатними якостями: потужність, ефективність і надійність.
Нові самоскиди, бетонозмішувачі, тягачі та шасі доступні з 2-, 3- і 4-осями з 16 варіантами потужності від 175 кВт (238 к.с.) до 460 кВт (625 к.с.). Всі двигуни розроблялися для задоволення найсуворіших норм Euro VI. Для виконання поставлених завдань з максимальною ефективністю, Mercedes-Benz запропонував 2 версії моделі Arocs - Loader і Grounder.
У конструкції Arocs Loader інженери постаралися усіма можливими способами зменшити споряджену масу вантажівки. В результаті, двовісний сідельний тягач став одним з найбільш легких вантажівок в будівельному секторі. Оптимізації по зниженню ваги піддався і, наприклад, 4 -х вісний бетонозмішувач з колісною формулою 8x4/4 повною масою 32 т. Завдяки своїй масі всього в 9250 кг, він здатний перевозити 8 м³ готової суміші за раз. Arocs Grounder призначений для роботи в екстремально важких умовах, таких як кар'єри та будівельні майданчики. Завдяки деяким конструктивним особливостям, таким як, наприклад, 9 мм товщина рами, Grounder надзвичайно надійний і забезпечує високий рівень вантажопідйомності. Grounder і Loader утворюють велике сімейство автомобілів повною масою від 18 т (для двовісних моделей) до 41 т (для чотиривісних).
Новий Arocs доступний з одним з дизельних двигунів сімейства Blue-Efficiency Power. Покупці зможуть вибрати з 16 варіантів потужності. Всі силові агрегати Bluetec 6 - рядні 6-циліндрові з турбонаддувом і охолодженням повітря, що нагнітається для збільшення крутного моменту на малих обертах. Максимальний крутний момент - від 1000 до 3000 Нм в залежності від робочого об'єму двигуна, який може бути в 4 варіантах - 7.7, 10.7, 12.8 і 15.6 л. Останній, 15.6 літровий Mercedes-Benz OM 473, має максимальну потужність до 460 кВт (625 к.с.) і крутний момент 3000 Нм.
При висоті в 1120 мм, рама Arocs розташована на 115 мм вище, ніж у Actros. Передня і задня вісь двохвісної моделі зміщені на 60 мм назад кожна. Це дозволяє використовувати великі спеціальні шини, замість стандартних 13 R 22.5, без додаткових переробок. Покупець також зможе вибрати з 7 кабін в 14 варіантах. Ряд включає кабіни шириною 2.3 і 2.5 м в короткому і середньому варіанті і з різною висотою даху. Спеціально розроблений дизайн для нового будівельного сімейства характеризується ґратами радіатора в стилі "bucket-teeth" (ківш-зуби). Образ доповнюють сталевий бампер, функціонально пророблена нижня частина і інтегровані сходинки.

## Arocs SLT

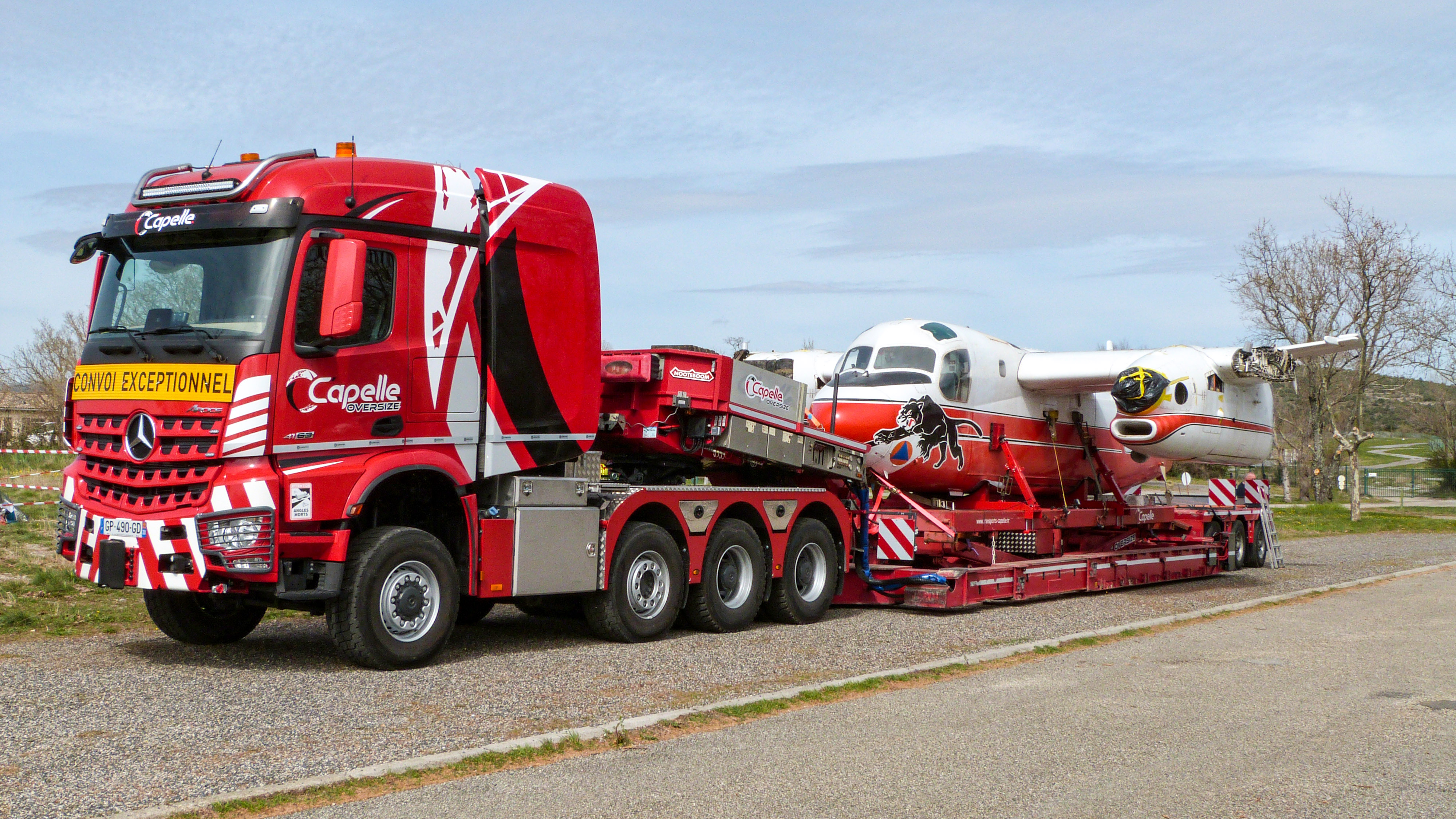
Mercedes-Benz Arocs 4163

Новий модельний ряд Mercedes-Benz SLT призначений для роботи в складі автопоїзда повною масою до 250 т. Вантажівки SLT тепер будуть доступні в модельному ряду Actros і Arocs і декількох конфігураціях з трьома або чотирма осями. Mercedes-Benz Arocs SLT з ресорною підвіскою базується на дуже надійній моделі Arocs Grounder і пропонується з кабінами BigSpace Cab і StreamSpace Cab шириною 2300 мм, тоді як Actros SLT доступний тільки з пневматичною підвіскою і кабінами шириною 2500 мм. Arocs SLT пропонується в наступних варіантах: Arocs SLT 6x4, колісна база 3300 або 3900 мм, Arocs SLT 8x4 з колісною базою 4200 мм, Arocs SLT 6x6 з колісною базою 3900 мм і Arocs SLT 8x8 з колісною базою 4850 мм. Розраховуючи на світові продажі, Arocs SLT буде пропонуватися як з правим, так і з лівим розташуванням керма. Можливі також спеціальні версії з шинами розміром до 14.00 R20 для позашляхової їзди.
Найбільш вантажопідйомними, безумовно, є 4 -х вісні версії. Дозволена повна маса тягача в даному випадку досягає 41 т, а навантаження на осі (від передньої до задньої) - 9, 8, 13 і 13 т. Для експортних ринків Arocs 8x8 може випускатися у варіанті повною масою до 48 т. Безпомилково визначити версію SLT можна по передньому сталевому бамперу з кронштейном для кріплення металевої балки, використовуваної при штовханні важких вантажів. Причому, передбачені з'єднання з гальмовою системою причепа в передній частині вантажівки.
Arocs SLT оснащується 6-циліндровим рядним двигуном Mercedes-Benz OM 473, який пропонується в трьох варіантах потужності: 517, 578 і 625 к.с. і обертовим моментом від 2600 до 3000 Нм. На всі версії встановлюється декомпресійний моторне гальмо, який отримав назву High Perfomance Engine Brake. Він має два ступені і управляється лівим підрульовим важелем. Причому він розвиває приголомшливе гальмівне зусилля в 646 к.с. З двигуном поєднується трансмісія Mercedes G 280-16 з автоматичною коробкою передач PowerShift, яка є єдиною в світі 16-ступеневою автоматичною КПП на важкому тягачі.

## Двигуни
Всі двигуни відповідають стандарту Євро-6:
| Модель                  | Об'єм                   | Потужність                        | Крутний момент              | Висока продуктивність плюс крутний момент | Норми викидів газів     |
| Р6 Mercedes-Benz OM 936 | Р6 Mercedes-Benz OM 936 | Р6 Mercedes-Benz OM 936           | Р6 Mercedes-Benz OM 936     | Р6 Mercedes-Benz OM 936                   | Р6 Mercedes-Benz OM 936 |
| ----------------------- | ----------------------- | --------------------------------- | --------------------------- | ----------------------------------------- | ----------------------- |
| 1824                    | 7,7 л                   | 175 кВт (238 к.с.) при 2200 об/хв | 1000 Нм при 1200–1600 об/хв | недоступно                                | EU 6                    |
| 1827                    | 7,7 л                   | 200 кВт (272 к.с.) при 2200 об/хв | 1100 Нм при 1200–1600 об/хв | недоступно                                | EU 6                    |
| 1830                    | 7,7 л                   | 220 кВт (299 к.с.) при 2200 об/хв | 1200 Нм при 1200–1600 об/хв | недоступно                                | EU 6                    |
| 1832                    | 7,7 л                   | 235 кВт (320 к.с.) при 2200 об/хв | 1300 Нм при 1200–1600 об/хв | недоступно                                | EU 6                    |
| 1835                    | 7,7 л                   | 260 кВт (354 к.с.) при 2200 об/хв | 1400 Нм при 1200–1600 об/хв | недоступно                                | EU 6                    |
| Р6 Mercedes-Benz OM 470 |                         |                                   |                             |                                           |                         |
| 1833                    | 10,7 л                  | 240 кВт (326 к.с.) при 1800 об/хв | 1700 Нм при 1100 об/хв      | недоступно                                | EU 6                    |
| 1836                    | 10,7 л                  | 265 кВт (360 к.с.) при 1800 об/хв | 1800 Нм при 1100 об/хв      | недоступно                                | EU 6                    |
| 1839                    | 10,7 л                  | 290 кВт (394 к.с.) при 1800 об/хв | 1900 Нм при 1100 об/хв      | недоступно                                | EU 6                    |
| 1843                    | 10,7 л                  | 315 кВт (428 к.с.) при 1800 об/хв | 2100 Нм при 1100 об/хв      | недоступно                                | EU 6                    |
| Р6 Mercedes-Benz OM 471 |                         |                                   |                             |                                           |                         |
| 1842                    | 12,8 л                  | 310 кВт (421 к.с.) при 1800 об/хв | 2100 Нм при 1100 об/хв      | 200 Нм або 23 кВт (31 к.с.)               | EU 5, EEV, EU 6         |
| 1845                    | 12,8 л                  | 330 кВт (449 к.с.) при 1800 об/хв | 2200 Нм при 1100 об/хв      | 200 Нм або 23 кВт (31 к.с.)               | EU 5, EEV, EU 6         |
| 1848                    | 12,8 л                  | 350 кВт (476 к.с.) при 1800 об/хв | 2300 Нм при 1100 об/хв      | 200 Нм або 23 кВт (31 к.с.)               | EU 6                    |
| 1851                    | 12,8 л                  | 375 кВт (510 к.с.) при 1800 об/хв | 2500 Нм при 1100 об/хв      | недоступно                                | EU 5, EEV, EU 6         |
| Р6 Mercedes-Benz OM 473 |                         |                                   |                             |                                           |                         |
| 1852                    | 15,6 л                  | 380 кВт (517 к.с.) при 1700 об/хв | 2600 Нм при 1100 об/хв      | недоступно                                | EU 6                    |
| 1858                    | 15,6 л                  | 425 кВт (580 к.с.) при 1700 об/хв | 2800 Нм при 1100 об/хв      | недоступно                                | EU 6                    |
| 1863                    | 15,6 л                  | 460 кВт (625 к.с.) при 1700 об/хв | 3000 Нм при 1100 об/хв      | недоступно                                | EU 6                    |